# Łazy Brzyńskie
Łazy Brzyńskie [pronunciación en polaco: /ˈwazɨ ˈbʐɨɲskʲɛ/] es un pueblo ubicado en el distrito administrativo de Gmina Łącko, dentro del Condado de Nowy Sącz, Voivodato de Pequeña Polonia, en Polonia del sur. Se encuentra aproximadamente a 8 kilómetros al este de Łącko, a 16 kilómetros al suroeste de Nowy Sącz, y a 73 kilómetros al sureste de la capital regional Kraków.